# Teatro dramático nacional de Járkov
El teatro dramático nacional de Járkov, también conocido como teatro dramático ucraniano académico Tarás Shevchenko de Járkov (en ucraniano: Харківський академічний український драматичний театр імені Тараса Шевченка), es un teatro nacional ubicado en el centro de Járkiv, Ucrania.

## Historia
El teatro nacional fue fundado en 1934 a partir de los restos del suprimido teatro Berezil, fundado por Les Kurbas en 1922. En 1935, el teatro recibió el nombre de Tarás Shevchenko y el teatro recibió el estatus de "académico". Las obras representadas estaban orientadas hacia posiciones realistas socialistas, predominando el drama soviético ruso en el repertorio y la limitación del repertorio de Europa occidental a los clásicos del siglo XIX caracterizan la línea principal del teatro.
El repertorio del teatro estuvo formado por directores formados en la escuela de Konstantín Stanislavski y, desde la década de 1990, por directores formados por Anatoli Vasíliev. A lo largo de los años, el conjunto del teatro incluyó a muchos artistas de renombre como Vadim Meller de escenógrafo, actores como Leonid Bíkov y Amvrosi Buchma (protagonista de la película Iván el Terrible), o Andri Zholdak y Andrzej Szczytko como directores del teatro.
En 2004, el conjunto del teatro fue nombrado por los críticos del ITI-UNESCO como uno de los mejores conjuntos de Europa.

## Espectáculos
De 2002 a 2005, Andri Zholdak fue director artístico del teatro, donde produjo cinco obras que, además de Ucrania, también se presentaron en festivales muy conocidos de países europeos, entre ellos Alemania, Francia, Finlandia, Países Bajos, Polonia, Austria, Rumanía y Rusia. En 2005, después de que las autoridades de Járkov prohibieran su puesta en escena de Romeo y Julieta. Un fragmento, Zholdak se vio obligado a abandonar el teatro.
Durante las temporadas teatrales, el teatro cuenta con un museo permanente, en el que participan profesores y estudiantes de instituciones creativas de educación superior: expertos en teatro, historiadores locales, museólogos y periodistas. El museo organiza recorridos dedicados a la vida y obra de Les Kurbas y el período de su actividad en Járkov, así como a la historia de la creación del teatro en Járkov.

## Estructura
El teatro dramático de Járkov tiene dos escenarios: el escenario principal (900 asientos) y el escenario pequeño "Berezil" (115 asientos).El edificio del teatro dramático fue construido en 1841 según el proyecto del arquitecto Andréi Ton. En 1883 fue reconstruido por Boleslav Mijalovski, un arquitecto-ingeniero de Vilna. 

## Galería

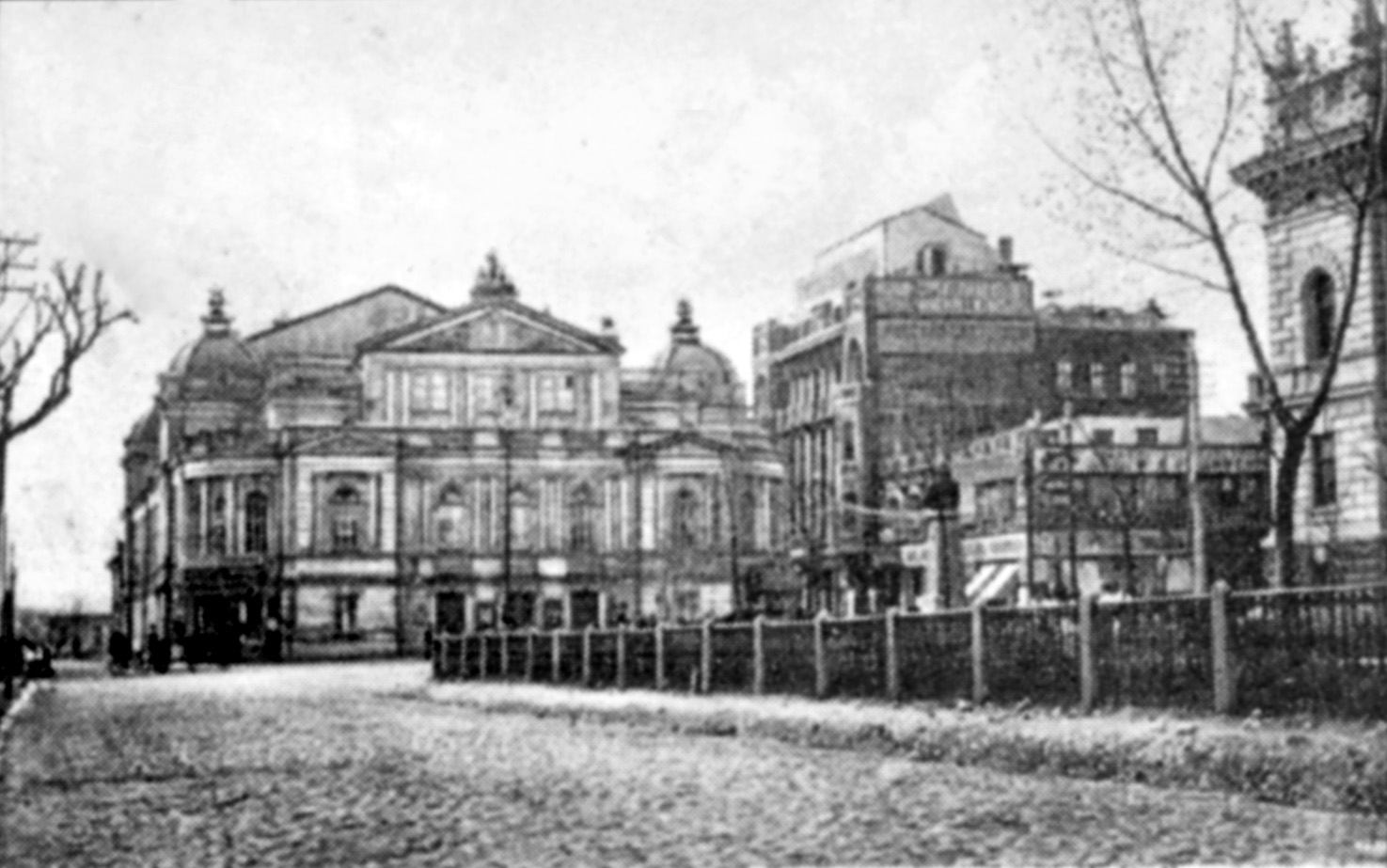
Edificio actual a principios de 1900
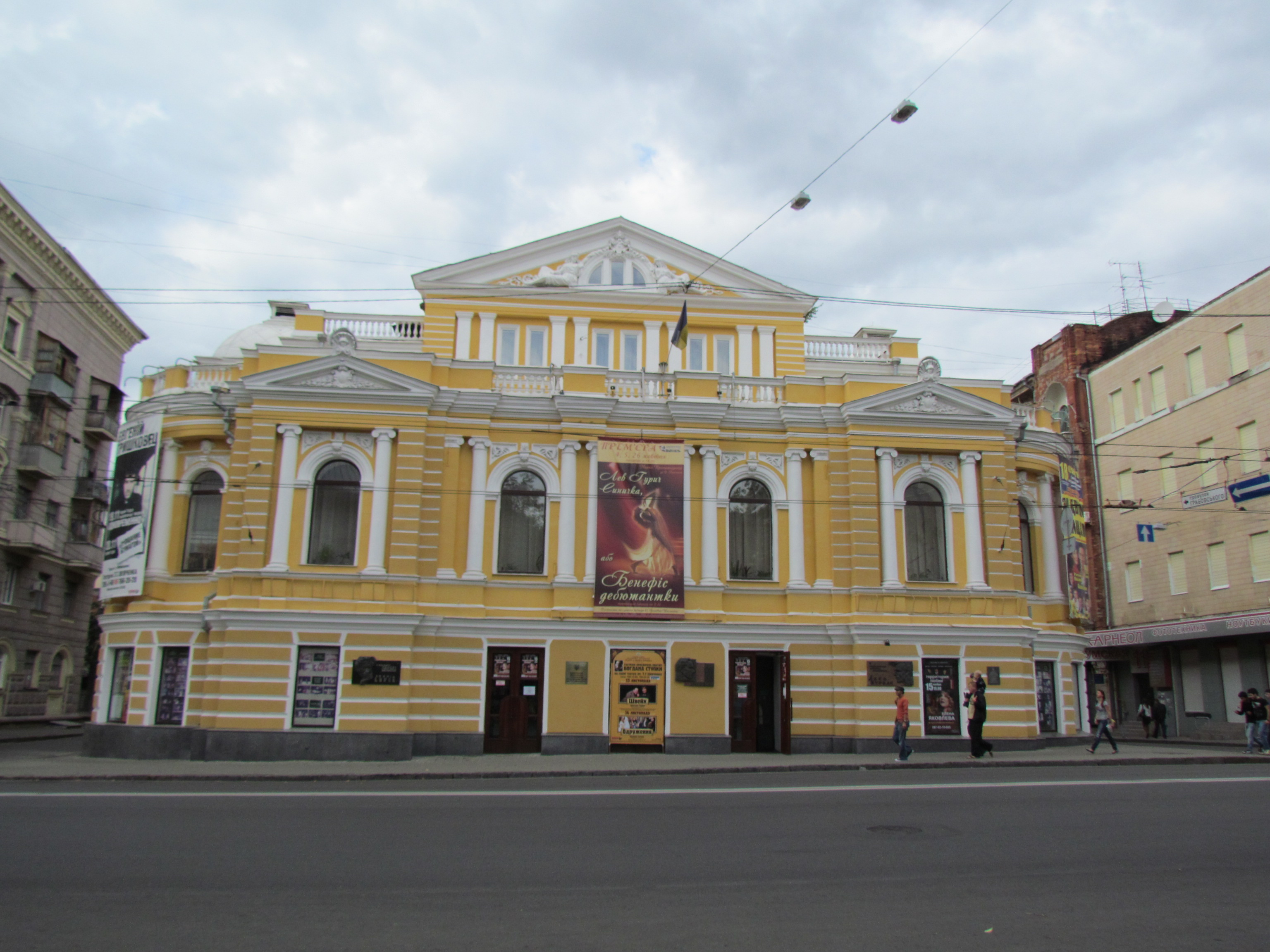
Fachada principal
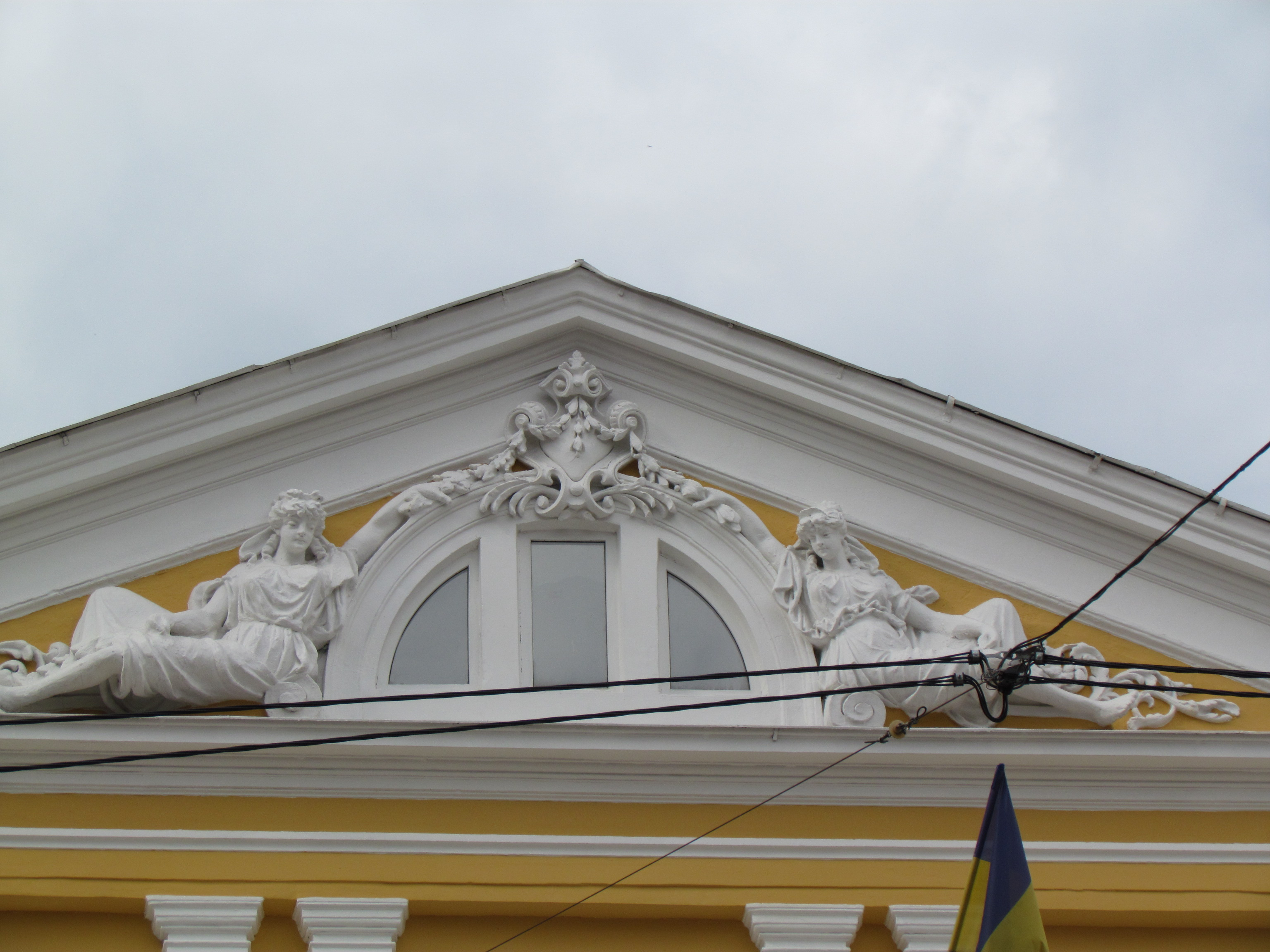
Detalles de la fachada del teatro